# Emilio Correa Vaillant
Emilio Correa Vaillant (* 21. März 1953 in Santiago de Cuba; † 11. März 2024 in Boa Vista (Roraima) in Brasilien) war ein kubanischer Boxer. Er war Olympiasieger 1972 und Weltmeister der Amateure 1974 jeweils im Weltergewicht.

## Werdegang
Emilio Correa begann 1966 im Alter von 14 Jahren mit dem Boxen. Nachdem er bereits im Juniorenalter zu den besten kubanischen Boxern seiner Gewichtsklasse zählte, wurde er in die kubanische Armee aufgenommen und in das Leistungszentrum des kubanischen Boxverbandes in Santiago de Cuba delegiert. Dort fand er hervorragende Trainer und in Roberto Caminero Perez, Enrique Regüeiferos, Felix Betancourt und Rolando Garbey auch hervorragende Trainingspartner.
1970 nahm er erstmals an dem großen internationalen Boxturnier des kubanischen Boxverbandes Giraldo Córdova Cardín in Havanna teil. Er erreichte dabei im Halbweltergewicht das Finale, in dem er gegen Enrique Regüeiferos aber nach Punkten verlor. Ein Jahr später startete er in diesem Turnier im Halbmittelgewicht und wurde dort im Finale von Rolando Garbey knapp nach Punkten besiegt. Aufgrund seiner guten Leistungen wurde er aber vom kubanischen Boxverband bei den Panamerikanischen Spielen in Cali/Kolumbien im Weltergewicht eingesetzt. Er rechtfertigte dieses Vertrauen und wurde mit einem Sieg über den US-Amerikaner Larry Carlisle Panamerikanischer Meister.
1972 wurde Emilio Correa erstmals kubanischer Meister. Er siegte im Finale des Weltergewichtes über Felix Betancourt. Er siegte auch erstmals beim Giraldo Córdova Cardín-Tournament in Havanna im Weltergewicht. Im Finale schlug er dort seinen Landsmann Jesus Alvarez. Er vertrat auch Kuba bei den Olympischen Spielen 1972 in München im Weltergewicht. Er war mit 20 Jahren schon auf dem Höhepunkt seiner Leistungsfähigkeit und besiegte in München Damiano Lassandro aus Italien nach Punkten, den Olympiasieger von 1968 Manfred Wolke aus der DDR durch technisches KO in der 2. Runde, den Europameister Günther Meier aus der Bundesrepublik Deutschland knapp mit 3:2 Punktrichterstimmen, Jesse Valdez aus den Vereinigten Staaten mit demselben Ergebnis und kam im Endkampf zu einem klaren 5:0-Punktsieg über den routinierten Ungarn János Kajdi. Damit war er Olympiasieger und erhielt die Goldmedaille.
Im Jahre 1973 gewann Emilio Correa mit einem Sieg über Marcos A. Santana erneut die kubanische Meisterschaft im Weltergewicht und siegte auch in der gleichen Gewichtsklasse wieder beim Turnier Giraldo Córdova Cardín in Camagüey. Dort schlug er im Finale den sowjetischen Sportler Wladimir Smirnow. Im gleichen Jahr siegte er auch bei der 10. Meisterschaft der Armeen der Staaten des Warschauer Paktes (SKDA-Meisterschaft) in Olmütz im Weltergewicht mit einem Punktsieg im Finale über den sowjetischen Sportler Oleg Lifanow.
1974 gewann Emilio Correa seinen dritten kubanischen Meistertitel im Weltergewicht mit einem Finalsieg über Lucio Sanchez. Er war auch wieder beim Turnier Giraldo Córdova Cardín siegreich. Im Finale gewann er dort über Luis Felipe Martinez, nachdem er im Halbfinale Alexander Popa aus Rumänien besiegt hatte. 1974 fanden in Havanna die ersten Weltmeisterschaften der Amateure statt. Emilio Correa war dabei im Weltergewicht genauso überlegen wie zwei Jahre zuvor bei den Olympischen Spielen und wurde mit fünf Siegen in überlegenem Stil Weltmeister. Auf dem Weg zu diesem Erfolg besiegte er Joe Alerch aus Nigeria durch KO in der 1. Runde, Kalevi Kosunen aus Finnland nach Punkten, Reginald Forde aus Guayana durch Abbruch in der 2. Runde, Plamen Jankow aus Bulgarien nach Punkten und im Finale Clinton Jackson aus den Vereinigten Staaten durch KO in der 3. Runde.
Im Jahre 1975 setzte Emilio Correa auf nationaler Ebene seine Erfolge fort. Er wurde mit einem Sieg über Jesus Alvarez erneut kubanischer Meister im Weltergewicht. Er gewann auch wieder das Turnier Giraldo Córdova Cardín in Las Villas mit einem Sieg im Endkampf über Juan Gutiérrez. Bei den Panamerikanischen Spielen dieses Jahres in Mexiko-Stadt musste er aber gegen den US-Amerikaner Clinton Jackson eine überraschende Niederlage hinnehmen und kam nur auf den 3. Platz.
Im Olympiajahr 1976 siegte Emilio Correa bei der kubanischen Meisterschaft im Endkampf des Weltergewichtes gegen Jose M. Pozzo. Er siegte auch wieder beim Giraldo Córdova Cardín-Turnier in Pinar del Río durch einen Punktsieg im Finale über Karl-Heinz Krüger aus der DDR. Ihm gelang auch der Sieg beim Strandja-Turnier in Sofia. Dabei bezwang er im Endkampf Plamen Jankow. Nach diesen Erfolgen galt er bei den Olympischen Spielen 1976 in Montreal wieder als Favorit im Weltergewicht. Er gewann dort seinen ersten Kampf durch Abbruch in der 2. Runde über Plamen Jankow, verlor aber im Achtelfinale überraschend gegen Pedro Gamarro aus Venezuela durch Abbruch in der 3. Runde. Eigentlich ist beim Boxen die genaue Platzierung der Boxer nach den Medaillengewinnern nicht üblich. Als Verlierer im Achtelfinale kam Emilio Correa aber zusammen mit den sieben anderen Achtelfinal-Verlierern auf den 9. Platz.
Die Siegesserie von Emilio Correa bei den kubanischen Meisterschaften setzte sich 1977 fort. Er gewann dort mit einem Sieg über Jose Gómez im Halbmittelgewicht schon seinen sechsten Titel in Folge. Seinen sechsten Turniersieg feierte er auch beim Giraldo Córdova Cardín in Matanzas mit einem Sieg im Endkampf über seinen Landsmann Gilberto Cano. Anschließend war er in Havanna bei der 13. SKDA-Meisterschaft erfolgreich. Sein Finalgegner Waleri Limasow aus der UdSSR verlor gegen ihn nach Punkten.
Eine böse Überraschung erlebte Emilio Correa bei der kubanischen Meisterschaft 1978. Er ging dort nämlich im Finale des Halbmittelgewichtes gegen Alberto Montoya in der 2. Runde KO. Er war trotzdem bei der Weltmeisterschaft in Belgrad am Start, wieder im Weltergewicht. Emilio Correa gewann in Belgrad seinen ersten Kampf über Philipp Hoslove aus Nigeria durch KO in der 3. Runde, musste sich aber im Achtelfinale dem bundesdeutschen Meister Ernst Müller aus Düren geschlagen geben, der gegen ihn durch Abbruch in der 2. Runde gewann. Somit blieb ihm wieder nur der 9. Rang.
Im Jahre 1979 feierte Emilio Correa bei der kubanischen Meisterschaft noch einmal einen Erfolg. Er wurde im Halbmittelgewicht mit einem Punktsieg über Felipe Martinez zum siebten Mal kubanischer Meister.
Nach diesem letzten Erfolg trat Emilio Correa zurück. Er wurde Trainer im Leistungszentrum des kubanischen Boxverbandes in Havanna. In seine Fußstapfen ist sein Sohn Emilio Correa Bayeux getreten, der bei den Olympischen Spielen 2008 in Peking die Silbermedaille gewann.
2019 war bei Emilio Correa die Alzheimer-Krankheit diagnostiziert worden. Der Kubaner, der seit 2022 in Brasilien lebte, verstarb kurz vor seinem 71. Geburtstag.

## Internationale Erfolge
(OS = Olympische Spiele, WM = Weltmeisterschaft, Hw = Halbweltergewicht, We = Weltergewicht, Hm = Halbmittelgewicht, bis 63,5 kg, 67 kg u. 71 kg Körpergewicht)
- 1970, 2. Platz, Giraldo Córdova Cardín-Turnier in Havanna, Hw, hinter Enrique Regüeiferos, Kuba u. vor Oleg Lifanow, UdSSR u. Christo Christow, Bulgarien;
- 1971, 1. Platz, 7. Freundschafts-Turnier in Havanna, We, vor Welin, UdSSR;
- 1971, 2. Platz, Giraldo Córdova Cardín-Turnier in Havanna, Hm, hinter Rolando Garbey, Kuba u. vor Alejandro Lamonth u. Ernesto Milan, bde. Kuba;
- 1971, 1. Platz, Panamerikanische Spiele in Cali/Kolumbien, We, vor Larry Carlisle, USA, Jovito Díaz, Venezuela u. Sergio Lozano, Mexiko;
- 1972, 1. Platz, Giraldo Córdova Cardín-Turnier in Havanna, We, vor Jesús Álvarez, Luis Torres u. Antonio Machasla, alle Kuba;
- 1972, Goldmedaille, OS in München, We, vor János Kajdi, Ungarn, Jesse Valdez, USA u. Dick Murunga, Kenia;
- 1973, 1. Platz, Giraldo Córdova Cardín-Turnier in Camagüey, We, vor Wladimir Smirnow, UdSSR, Plamen Jankow, Bulgarien u. Mateos Santana, Kuba;
- 1973, 1. Platz, 10. SKDA-Meisterschaft in Olmütz, We, vor Oleg Lifanow;
- 1974, 1. Platz, Giraldo-Córdova-Cardín-Turnier in Camagüey, We, vor Luis Felipe Martínez, Kuba, Alexander Popa, Rumänien u. János Nagy, Ungarn;
- 1974, 1. Platz, WM in Havanna, We, vor Clinton Jackson, USA, Plamen Jankow u. Zbigniew Kicka, Polen;
- 1975, 1. Platz, Giraldo Córdova Cardín-Turnier in La Villas, We, vor Juan Gutiérrez, Kuba, Carlos Varga, Peru u. Jose M. Pozo, Kuba;
- 1975, 3. Platz, Panamerikanische Spiele in Mexiko-Stadt, We, hinter Clinton Jackson u. Kenneth Bristol, Guayana, gemeinsam mit Pedro Gamarro, Venezuela;
- 1976, 1. Platz, Giraldo Córdova Cardín-Turnier in Pinar del Río, We, vor Karl-Heinz Krüger, DDR, Alberto Montoya u. Jose M. Pozo, Kuba;
- 1976, 1. Platz, Strandja-Turnier in Sofia, We, vor Plamen Jankow;
- 1976, 9. Platz, OS in Montreal, We, Sieger: Jochen Bachfeld, DDR vor Pedro Gamarro, Victor Zilberman, Rumänien u. Reinhard Skricek, BRD;
- 1977, 1. Platz, Giraldo Córdova CardínTurnier in Matanzas, We, vor Gilberto Cano, Kuba, Brian Muller, Guayana u. Alberto Montoya;
- 1977, 1. Platz, 13. SKDA-Meisterschaft in Havanna, We, vor Waleri Limasow, UdSSR;
- 1978, 9. Platz, WM in Belgrad, We, Sieger: Waleri Ratschkow, UdSSR vor Miodrag Perunovic, Jugoslawien, Ernst Müller, BRD u. Roosevelt Green, USA;

## Länderkämpfe
- 1972 in Ústí nad Labem, CSSR gegen Kuba, We, KO-Sieger 2. Runde über Greche,
- 1977 in Houston, USA gegen Kuba, We, Punktniederlage gegen Jeff Stoudemire

## Kubanische Meisterschaften
(Finalergebnisse)
- 1972, We, Sieger über Felix Betancourt,
- 1973, We, Sieger über Marcos A. Santana,
- 1974, We, Sieger über Lucio Sánchez,
- 1975, We, Sieger über Jesús Álvarez,
- 1976, We, Sieger über José M. Pozo,
- 1977, Hm, Sieger über José Gómez Mustelier,
- 1978, Hm, KO-Niederlage 2. Runde gegen Alberto Montoya,
- 1979, Hm, Punktsieger über Felipe Martínez